# Notosinister fascelinus
Notosinister fascelinus is een slakkensoort uit de familie van de Triphoridae. De wetenschappelijke naam van de soort is voor het eerst geldig gepubliceerd in 1908 door Suter.